# Budingen
|  | No s'ha de confondre amb la ciutat alemanya de Büdingen.. |

Budingen és un antic municipi de Bèlgica, fusionat el 1977 amb la ciutat de Zoutleeuw. L'assentament es va crear al marge del Gete que hi neix de la confluència del Kleine Gete i del Grote Gete.
El primer esment escrit Budinges data del 1080. El sufix -ingen indica un origen fràncic i significa poble o família, doncs poble d'en Bodo. A l'alta edat mitjana era una senyoria del ducat de Brabant, propietat de diverses famílies nobles, fins que l'administració francesa el 1795 en fa fer un municipi que el 1977 va fusionar amb Zoutleeuw.

## Llocs d'interés
- Castell de Budingen (1743, 1896)